# ジャパンフード・ホールディングス
ジャパンフード・ホールディングス（JAPAN FOODS HOLDING LTD SGX:JFOOD）は1997年に設立されたシンガポールの上場企業。シンガポール、マレーシア、インドネシアを中心として味千ラーメン、ぼてじゅうなどの日系飲食店をFC展開している。
味千ラーメンでは各国向けにローカライズされたメニューがあり、シンガポールでは食用ザリガニを食材としたクレイフィッシュラーメンといった現地の経済状況に合わせ、仕入れ価格が妥当な値段になるような食材を選び調理をしている。